# Mari Kimura
Mari Kimura (* 1962) ist eine japanisch-amerikanische Geigerin, Komponistin und Musikpädagogin.
Kimura hatte Violinunterricht bei Armand und Margaret Weisbord, an der Toho School of Music bei Toshiya Eto (Bachelor), an der Boston University bei Roman Totenberg (Master) und an der Juilliard School bei Joseph Fuchs (DMA 1993). Ihr Kompositionslehrer war Mario Davidovsky. Ab 1998 gab sie Kurse für Interaktive Computermusik-Performance an der Juilliard School. Als Leiterin des Future Music Lab gründete sie mit dem IRCAM 2013 ein neues Sommermusikprogramm beim Atlantic Music Festival. 2017 wurde sie Professorin an der University of California, Irvine und betreut das Programm Integrated Composition, Improvisation, and Technology (ICIT).
Das besondere Interesse Kimuras als Geigerin gilt der zeitgenössischen Musik. So spielte sie die japanische Erstaufführung von John Adams’ Violinkonzert und Mario Davidovskys Synchronismus No. 9, die amerikanische Erstaufführung von Luciano Berios Sequenza VIII und Salvatore Sciarrinos Sei Capricci und die Weltpremiere von Tania Leóns Axon for violin and computer und Michael Harrisons Harmonic Constellations. 2007 spielte sie mit dem Tokyo Symphony Orchestra in der Suntory Hall Jean-Claude Rissets Violinkonzert, 2010 mit den Hamburger Symphonikern unter Jonathan Stockhammer  John Adams’ Dharma at the Big Sur. Auf der CD The World Below G and Beyond (2010) stellte sie eigene interaktive Kompositionen vor, auf der CD Harmonic Constellations (2016) Werke amerikanischer Komponisten für Geige und Elektronik, 2017 veröffentlichte sie auf Voyage Apollonian erneut eigene Werke.
Als Komponistin erhielt Kimura Preise und Kompositionsaufträge der New York Foundation for the Arts, der Japan Foundation, der Argosy Foundation, des New York State Council on the Arts, der Vilcek Foundation, der International Computer Music Associationvon Arts International, New Music USA/Meet The Composer und Harvestworks. 2010 gewann sie ein Guggenheim-Stipendium und wurde als Composer in Residence an das IRCAM in Paris eingeladen. Im Folgejahr gab sie ein Recital in der New Yorker Bohemian National Hall und wurde von der Carnegie Foundation in die Reihe der 45 Great Immigrants aufgenommen.